# Audre drucei
Audre drucei är en fjärilsart som beskrevs av Eugenio Giacomelli 1914. Audre drucei ingår i släktet Audre och familjen Riodinidae. Inga underarter finns listade i Catalogue of Life.